# Falsterbo-halvøen
Falsterbo-halvøen eller Falsterbonäset, i dagligt tal ofte Näset, er en halvø i Vellinge kommun i den sydvestligste del af  Skåne. Der findes delte meninger om hvorvidt byen Höllviken skal regnes til Falsterbonäset, eller om navnet først og fremmest sigter på området vest for den 1941 anlagte Falsterbokanalen. Kanalen danner grænse mellem byerne Höllviken (i øst) og Ljunghusen (i vest). Længst ude på næsset ligger de historiske byer Skanör og Falsterbo. Byerne blev administrativt slået sammen i året 1754, og er siden 1960'erne vokset sammen til en by, under navnet Skanör med Falsterbo, et navn som dog aldrig er blevet anvendt lokalt. Grænsen mellem Falsterbo og Skanör er den tangvold som selv i dag går tværs over næsset fra Øresund til Falsterbobugten. Nord for Skanör ligger en landbrugsejendom benævnt Knösgården, samt strandområdet Skanör Höll (i folkemunde kun kaldet Höll). Falsterbonæsset har cirka 9.300 indbyggere eksklusive Höllviken, alternativt 19.300 indbyggere, hvis Höllviken indregnes.

## Historie
Spor af bosættelser findes helt tilbage til ældre jernalder, men det er først og fremmest levn fra middelalderen som dominerer. Her indgår ruinerne af Falsterbohus og Skanør Borg. Halvøens  tidligste bebyggelse, Skyttsie Hage, lå vest for Ljunghusen.
1940-1941, under Anden Verdenskrig, blev Falsterbokanalen bygget, for at kunne lade skibe undslippe de store minefelter som lå i havene uden for. Den 1,6 km lange kanal afskar Falsterbonäset og lokaliteterne Skanör, Falsterbo og Ljunghusen fra fastlandet, med en bro i den nordlige del af kanalen som eneste faste forbindelse. Den oprindelige træbro blev først udskiftet i begyndelsen af 1990'erne.

## Natur
På Falsterbonäset ved Falsterbo fyr findes et område som er en velkendt fuglelokalitet, hvor der også er en fuglestation, og syd herfor ligger Måkläppens naturreservat. Der ligger flere andre naturreservater på halvøen: Flommens naturreservat, Skanörs ljung, Skanör-Höll, Norra ljunghusen og og Ljungskogen och Ljunghusens strandbad.
Nogle kilometer ude i havet syd for Falsterbo ligger Falsterbo Rev, som i alle tider har udgjort et stort problem for søfarten i området.

55°24′17.31″N 12°52′19.61″Ø / 55.4048083°N 12.8721139°Ø